# Distretto di Doi Luang
Il distretto di Doi Luang (in thailandese: ดอยหลวง) è un distretto (amphoe) della Thailandia, situato nella provincia di Chiang Rai.